# 수지 김 사건
수지 김 사건은 대한민국 기업체의 영국령 홍콩 주재원이었던 윤태식(尹泰植)이 1987년 1월 3일 부인 김옥분(金玉分, 일명 수지 김)을 홍콩에서 살해하고 저지른 월북미수사건이며 거기다 당시 제5공화국 정권은 이 정황을 알고 있음에도 불구하고 ‘여간첩 남편 납북기도사건’으로 조작했다. 이 사건은 과거 대한민국의 군부 독재 정권이 정권 유지를 위해서 벌인 월북미수범을 묵인으로 인한 사상 희대의 국가폭력으로 잘 알려져 있다.
윤태식은 이후 성공한 벤처 사업가로 변신해 패스21이라는 지문인식 회사를 설립하고 정관계 인사에게 로비를 벌이다가 2001년 12월 일명 '윤태식 게이트'가 언론을 통해 드러나면서 모든 사실이 밝혀져 법의 처벌을 받았다.

## 사건 개요
김옥분은 1952년 충청북도 충주에서 1남 6녀 중에서 셋째이자 둘째 딸로 태어났다. 가난한 집안에서 태어나 초등학교를 졸업하고 서울로 올라와서 실질적인 가장 노릇을 했다. 미8군에서 일하면서 일본인 관광객들을 상대하다가 홍콩 사람과 결혼하여 홍콩에서 살았다. 홍콩의 남편과 이혼한 후에 일본의 한국계 술집에서 일하다가 또 다른 홍콩 사람과 잠시 결혼을 하기도 했으나 결국 이혼했다. '수지 김'은 대한민국 밖에서 사용한 김옥분의 가명이었으며, 홍콩이나 일본 국적을 취득한 것은 아니었다. 이후 홍콩에서 대한민국 기업체 주재원이었던 한국인 윤태식을 만났고 1986년에 결혼했다.
1958년생인 윤태식은 1986년 초 비디오 제작 및 유통 업체에 임시직으로 취직하고 홍콩에서 비디오 판권을 얻어 국내에 유통시킬것을 제안하여 홍콩으로 발령받았다. 중학교 1학년 중퇴학력에 방위병으로 병역을 마쳤음에도, "육사를 졸업하고 대위로 예편한 뒤 홍콩에서 학사 학위를 받았다"는 거짓말을 해왔다. 1986년 가을에 김옥분과 혼인 신고를 하였으나 1987년 1월 3일 홍콩의 아파트에서 부부 싸움 끝에 아내 김옥분을 목졸라 살해하고 주검을 침대 밑에 숨기고 이틀 뒤 싱가포르 주재 조선민주주의인민공화국 대사관을 찾아가 망명하려고 했다. 그러나 조선민주주의인민공화국 대사관에서 미지근한 반응을 보이자 미국 대사관을 찾아갔고, 결국에는 대한민국 대사관으로 보내졌다. 대한민국 대사관에서 윤태식은 "북한의 공작원에게 납치되었다가 탈출했으며, 아내는 북한의 간첩이었다"고 주장했다.

## 조작 및 은폐
윤태식을 면담한 이장춘 싱가포르 대사와 대한민국 국가안전기획부 현지주재관은 그의 주장이 신빙성이 없다고 결론을 내렸다. 장세동 대한민국 국가안전기획부장은 현지의견을 받아들여 기자회견 보류를 지시했으나, 이후 마음을 바꿔 네 시간 만에 다시 강행하라고 지시했다. 그러나 이장춘 대사는 횡설수설하는 윤태식이 기자회견을 해서는 안된다고 강력히 반대했다. 결국 싱가포르와 외교마찰을 우려해 1987년 1월 8일 제3국인 태국 방콕에서 1차로 기자회견을 열고, 대한민국으로 송환된 1987년 1월 9일 김포공항에서 2차로 기자회견을 가졌다. (이장춘 대사는 싱가포르에서 기자회견을 진행하라는 본국의 지시를 따르지 않았다는 이유로 시말서를 쓰기도 했다.) 당시 대한민국 언론들은 이 사건을 "북한 여간첩이 미인계로 순진한 남편을 꼬드겨 홍콩에서 월북시키려다가 남편이 가까스로 탈출한" 일종의 활극처럼 보도했다.또 한 5공 정권 말기 특정 정치적 활용을 목적으로 윤태식으로 하여금 김대중이 북한 고위 관계자들의 높은 관심을 받으며 지지를 받고 있는 것처럼 허위 조작 기자 회견을 하도록 하였다. 생계를 위해 일본에 드나들다 홍콩에서 살해된 술집 여종업원은 일본 조총련계 간첩단과 연루된 미모의 여간첩으로 둔갑하였고 살인범은 '사지(死地)에서 돌아온 반공투사'가 되었다. 1986년 가을부터 KBS에서는 《남십자성》이라는 드라마가 방영되었는데, 수지 김 사건 이후에는 아예 '수지 김'이라는 여간첩이 드라마 배역에 등장하기도 했다.
지금까지는 반공, 반공해도 그 의미를 몰랐으나 우리가 왜 반공을 해야하는지를 절실하게 깨닫게 됐다.— 윤태식의 귀국 인터뷰

윤태식은 곧바로 국가안전기획부 남산분실로 연행되어 엄중히 추궁을 받았으며, 결국 자신이 부인을 살해하였고 처벌을 피하기 위해 자진 월북하려 했다고 자백했다. 그러나 국가안전기획부는 윤태식이 이와 관련해서 함부로 발설하지 말도록 했으며, 1991년부터는 대한민국 밖에 나가지 못하도록 출국금지를 시키기도 했다.
1987년 1월 26일, 악취가 난다는 이웃집의 신고로 홍콩 경찰이 김옥분의 아파트를 수색했고 결국 침대 밑에서 시체 김옥분의 주검을 발견했다. 홍콩 언론은 "수지 김은 북조선 간첩이 아니다"라고 정정보도를 했으나 대한민국에는 이 소식이 제대로 전달되지 않았다. 이후 홍콩 경찰은 남편 윤태식이 김옥분을 살해했을 것이라 추정하고 홍콩으로 불러서 조사하려 했으나 대한민국 외무부는 이에 응하지 않았다. 한편, 싱가포르 주재 조선민주주의인민공화국 대사관이 윤태식은 자진해서 대사관에 왔을 뿐 납치기도는 없었다고 주장하자, 싱가포르 주재 대한민국 대사관도 납북미수는 사실이라고 반박하기도 했다.
간첩으로 몰린 김옥분의 일가족은 풍비박산나는 아픔을 겪었다. 일가족 중에서 세 명이 화병과 조현병으로 세상을 떠났다. 김옥분의 여동생 네 명중 세 명은 간첩을 자매로 두었다는 사회적 지탄 때문에 이혼을 당했고, 조카는 따돌림 때문에 학교를 자퇴하기도 했다. 이와 반대로 아무런 처벌을 받지 않은 윤태식은 계속해서 각종 사기 범죄를 저질러 왔다. 영화 배급 사업을 하다가 파산한 이후, 1994년에는 방송사 PD 신분증을 위조해서 신용카드를 발급받아 수억 원을 쓴 혐의로 징역형을 선고받고 1996년 7월에 출소했다. 이후에도 위폐감식기, 중국사업진출 등의 명목으로 수천만 원의 사기 행각을 벌이기도 했다. 이런 경력이 있는 윤태식이 어떻게 패스21이라는 지문인식 시스템 벤처 회사를 설립했는가에 대해 강력한 의혹이 남아있다. 특히, 살인 사건을 조사했던 대한민국 국가안전기획부가 패스21 지문인식시스템의 기술시연회를 1998년 10월 국가안전기획부에서 열기도 하는 등 국가안전기획부가 윤태식을 특별히 관리한 것이 아닌가 하는 의혹이 꾸준히 제기되었다. 윤태식 게이트가 드러난 이후에는 한나라당 전현직 의원들과 새천년민주당 의원들이 패스21의 주식을 보유하고 있음이 언론에 공개되기도 했다. 2000년 3월에는 김찬경이 인수한 미래저축은행에 회장으로 추대되어 구속 직전까지 활동했다.

## 재조사
이 사건을 최초로 조사한 사람은 〈신동아〉 이정훈 기자였다. 1995년 한 언론사 선배에게 이 사건의 전모를 귀띔받고 취재를 시작하였으나, 당시 근무하던 〈주간조선〉(1995년)과 〈시사저널〉(1998년)에서 편집부의 반대로 기사화하지 못했다. 결국 사건의 전모가 2000년 1월 주간동아에 처음으로 보도되었고 SBS 《그것이 알고 싶다》 2000년 2월 12일자 방송에서 심층적으로 다뤄졌다. 그렇지만 취재 사실을 눈치챈 윤태식은 법원에 방송 금지 가처분 신청을 냈고, 그 결과 일부 내용을 삭제한채 방영하라는 판결이 나와 실제 방송분에서는 윤태식의 이름이 문○○으로 가려졌고, 1987년 당시 신문을 내보낸 장면에서도 이름 및 사진 등이 가려진 채로 방영되었다.
이 방송을 우연히 알고 시청하게 된 김옥분의 유족들은 월북미수 및 간첩 조작과는 별개로 살인 혐의로 처벌을 받은 것으로 알고 있던 윤태식이 버젓이 벤처 사업가로 활동하고 있다는 사실을 알게 되자 분노하여 2000년 3월 9일 윤태식을 고소했다. 이후 대한민국 국가정보원의 방해 공작 등으로 인해 수사가 지지부진했으나 2001년 5월 윤태식으로부터 1987년 당시 국가안전기획부에서 있었던 일을 담당 검사가 진술받아 국가안전기획부의 은폐가 있었다는 정황이 포착되었고, 마침내 공소시효를 50일 남겨둔 2001년 11월 13일 윤태식은 살인 혐의로 구속되었다. 그리고 11월 24일 SBS에서는 《그것이 알고 싶다》를 통해 2000년 2월 당시 방송되지 못한 부분을 포함하여 수지 김 사건의 전모를 상세하게 다뤘다.

## 결과
2002년 5월 14일 법원은 '아내를 살해한 뒤 주검을 숨기고, 납북될 뻔했다가 탈출한 것처럼 거짓 기자회견을 여는 등 죄질이 나쁘다'며 '국가안전기획부(현 국가정보원)와 더불어 유족들에게 15년동안 씻을 수 없는 상처를 입히고도 전혀 반성하는 기미가 없어 중형을 선고받아 마땅하다'고 밝히고 윤태식에게 살인, 사기, 뇌물공여 혐의에 대해 징역 18년을 선고했다. 그러나 윤태식이 아내 살해후 월북을 시도한 정황을 이미 알고 있었으면서도 은폐 및 조작을 주도했던 장세동 등 국가안전기획부 관계자들에 대해서는, 2002년 6월 검찰은 직권남용죄(공소시효 5년)와 직무유기죄(공소시효 3년)의 공소시효가 지났다는 이유로 '공소권 없음' 처분을 내렸다.
이에 대해 유족 10명은 같은 해 대한민국 정부와 윤태식을 상대로 108억 원의 손해배상 청구소송을 냈고, 법원은 2003년 8월 14일 42억 원의 배상 판결을 내렸다. 이 비용은 당시 유사소송과 비교했을 때 최고의 배상 금액이었다. 대한민국에서 정부가 반인도적 범죄를 저지른 공무원에게 구상권을 청구한 것은 박종철 고문치사 사건과 관련된 박처원 전 치안감 이후 두 번째였다. 국가정보원은 2003년 8월 21일 고인의 명복을 빌며 사건조작에 대해 공식 사과했다. 대한민국 법무부는 수지 김 사건의 항소를 포기함으로써 사건을 종결시켰고, 정부는 장세동 등 당시 국가안전기획부 책임자에게 구상권을 청구해 배상액을 물리기로 결정했다. 장세동은 구상권에 의한 배상액 지불을 피하기 위해 8억 원대의 빌라를 처분하기도 했다. 이 사건을 계기로 대한민국에서는 국가에 의한 반인륜적 범죄에 대해서 공소시효가 과연 필요한 것인지에 대해 큰 논란이 일었다.

## 사건 이후
징역형을 선고받고 복역중인 윤태식이 2012년 이 사건과 관련하여 시신 감정을 맡았던 법의학자 이정빈 단국대학교 석좌교수에게 협박 편지를 보냈다는 사실이 채널A를 통해 알려져 물의를 빚기도 했다.
윤태식은 2017년 4월 26일 만기 출소하여, 휴대폰 전자화폐 사업을 새로 시작하였다.

## 같이 보기
| - 정치 범죄 - 제5공화국 - 대한민국 국가안전기획부 - 월북 - 안풍 사건 - 총풍 사건 - 세풍 사건 - 대한민국 국가정보원 | - 인권 - 국가정보원 과거사건 진실규명을 통한 발전위원회 - 미림팀 - 박창수 - 초원복집 사건 - 안기부 X파일 사건 - 제5공화국 |